# Завадовка (Винницкая область)
Завадовка (укр. Завадівка) — село на Украине, находится в Тепликском районе Винницкой области.
Код КОАТУУ — 0523781801. Население по переписи 2001 года составляет 698 человек. Почтовый индекс — 287544. Телефонный код — 4353.
Занимает площадь 0,178 км².

## Адрес местного совета
23832, Винницкая область, Теплицкий р-н, с. Завадовка, ул. Спортивная, 1